# Hobart (Unternehmen)
Hobart ist ein international operierender Hersteller von gewerblicher Spül-, Gar-, Zubereitungs- und Umwelttechnik. Der Hauptsitz der Hobart Corporation befindet sich in Troy (Ohio), USA. Das Unternehmen gehört seit 2001 zum US-Konzern Illinois Tool Works. Sitz der deutschen Niederlassung (Hobart Maschinen GmbH) ist in Offenburg.
Die Geschichte des Unternehmens reicht bis zur Erfinderin der Geschirrspülmaschine, Josephine Cochrane, zurück. 1883 gründete Charles Clarence Hobart eine Motorenfabrik in Middletown (Ohio). 1886 wurden dort die ersten Geschirrspülmaschinen hergestellt. Später übernahm Hobart Cochranes Unternehmen. 1930 eröffnete Hobart die erste deutsche Niederlassung in Hamburg.
Mit weiteren Tochterfirmen und Beteiligungen bietet Hobart eine umfangreiche Produktpalette an Spül-, Gar-, Zubreitungs- und Umwelttechnik für Großküchenbetriebe und die Lebensmittelfertigung an. Für den deutschen Markt stellt das Unternehmen heute hauptsächlich Geschirrspülmaschinen für Verpflegungsbetriebe her. Dieses Produktangebot reicht von kleinen Untertisch-spülmaschinen für den Thekenbetrieb bis hin zu vollautomatisierten Bandspülanlagen für Großkantinen, Mensen oder Kliniken. 
Die Hobart GmbH ist nach eigenen Angaben weltweiter Marktführer in der gewerblichen Spültechnik. Die Hobart-Gruppe hat Zweitniederlassungen in über 60 Ländern, beschäftigt weltweit über 6900 Mitarbeiter, davon fast 1000 in Deutschland. 
Der Gesamtumsatz der Hobart-Gruppe lag 2017 bei	1,49 Mrd. US-Dollar.